# 부건
진 고조 경명황제 부건(秦 高祖 景明皇帝 苻健, 317년 ~ 355년, 재위: 351년 ~ 355년)은 오호 십육국 시대 전진의 초대 황제이다. 첫 이름은 포비(蒲羆), 원래 이름은 포건(蒲健, 350년 부(苻)씨로 개성)으로, 자는 건업(建業)이며, 약양군 임위현(臨渭縣) 사람이다.

## 생애
부건은 부홍의 셋째 아들로 317년에 태어났다. 후조의 석호가 부건의 형을 죽였기 때문에 350년에 부홍이 죽자 부건이 뒤를 이었다. 부건은 관중을 지배하던 두홍(杜洪)을 방심시키기 위해 삼진왕(三秦王)의 칭호를 버리고 동진의 관작을 받았으며 주둔지에서 보리를 파종하였다. 두홍은 이러한 부건의 책략에 속아 방비를 하지 않았으며, 부건은 이를 틈타 장안을 점령하였다.
351년 정월에 부건은 진(秦)을 건국하고 천왕에 즉위하였으며, 352년에는 황제에 즉위하였다. 두홍의 잔당을 토벌하고, 전량, 동진의 사마훈(司馬勳) 등과 싸우면서 관중을 통치하였다. 한편 은호(殷浩)의 북벌군이 사주로 침공해오자 이에 맞서 승상 부웅(苻雄)을 파견하여 물리쳤으나 겨울에는 허창을 빼앗겼다. 353년에 장안에서 장우(張遇)의 모반이 일어나 진압하였으나 다시 각지에서 모반이 일어났다. 부건은 부웅 등을 파견하여 반란을 진압하였다. 그러나 354년에 동진의 환온의 북벌군이 쳐들어와 부건은 위기를 맞게 되었다.
환온은 주력군을 장안으로 보내 부건을 묶어두는 한편 사마훈을 파견하여 장안 서쪽의 비어있는 땅을 공격하게 하였다. 이에 부건은 청야작전을 펼쳐 환온군의 보급을 곤란하게 만드는 한편 부웅에게 7천의 기병을 주어 사마훈을 요격하게 하였다. 환온은 장안 바로 근처까지 진군하였다가 보급 문제로 철군하였으며, 사마훈은 부웅의 공격을 받아 크게 패하고 한중으로 퇴각하였다. 이로써 위기를 넘긴 부건은 8월에 관중을 평정하는 데 성공하였다.
355년에 태자 부장(苻萇)이 죽자 부생을 태자로 삼았다. 6월, 부건이 병에 걸려 앓아 눕자 부건이 죽은 것으로 착각한 부청(苻菁) 등이 모반하였는데, 부건은 직접 출정하여 이 반란을 진압하고 얼마 지나지 않아 사망하였다.

## 참고 문헌
- 《자치통감》
- 《진서》

| 전임 부홍 | 제1대 전진 황제 351년 ~ 355년 | 후임 부생 |